# Aerobee

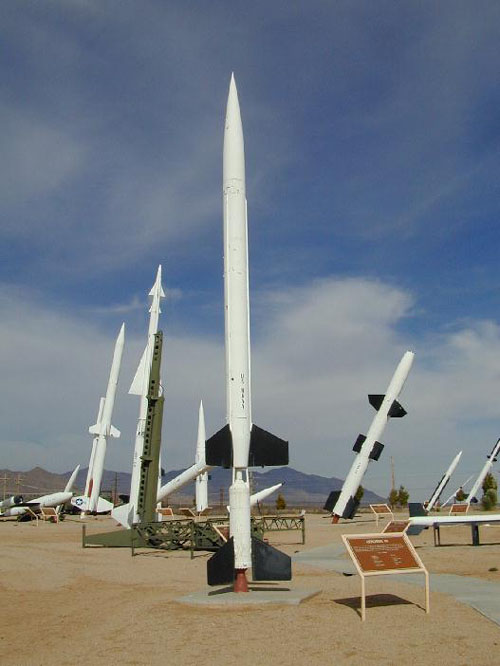
Ракета Aerobee Hi

Aerobee (/ˈærəbiː/, чит. «Э́роби», с англ. — «аэропчела») — американская метеорологическая ракета.

## Описание

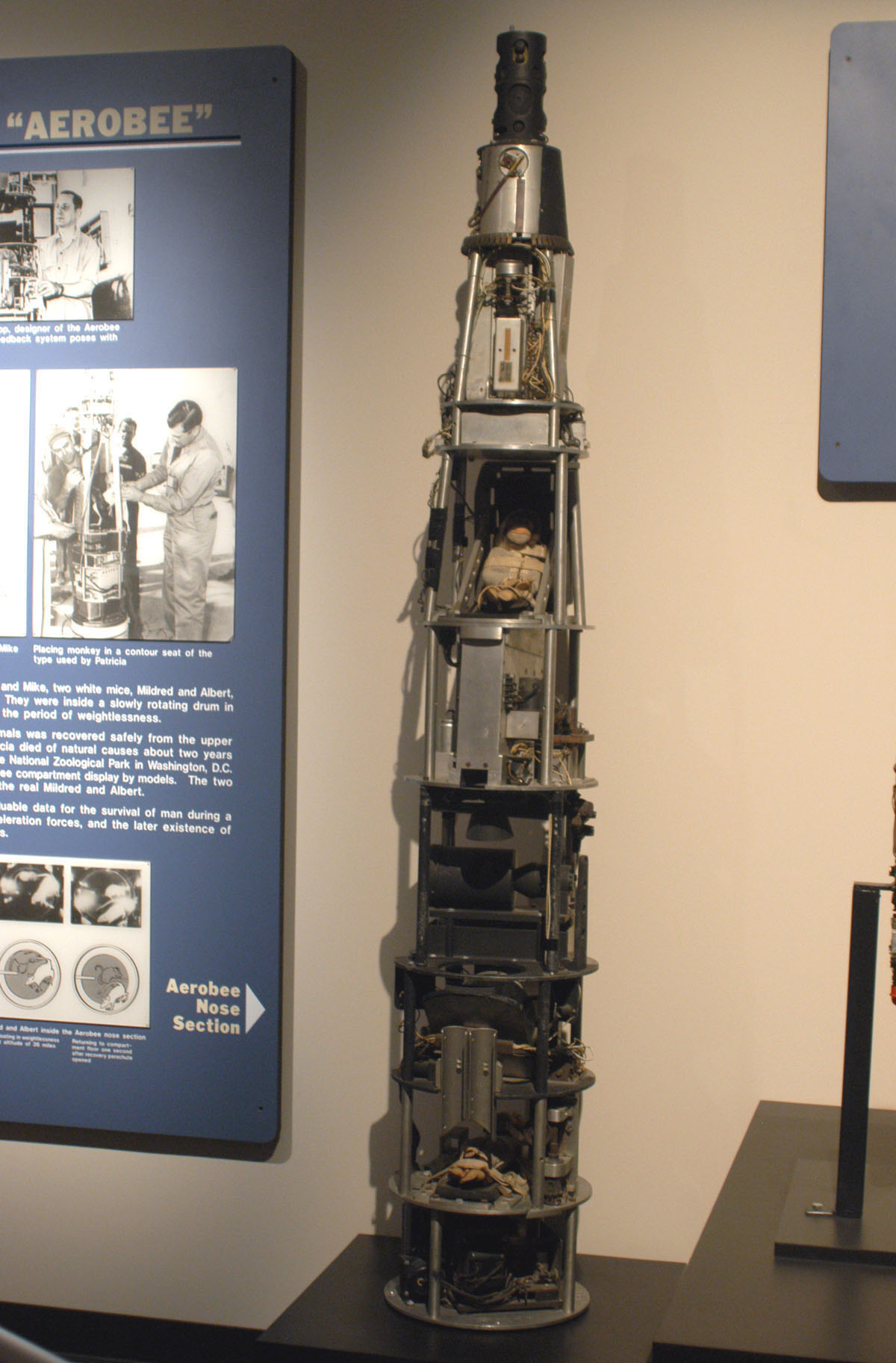
Головная часть ракеты Aerobee

Первой ступенью служил пороховой ускоритель с тягой 8 тс. На второй ступени использовался жидкостный реактивный двигатель тягой 1,8 тс с вытеснительной подачей, работавший на азотной кислоте и анилине. Ступени были расположены тандемно, но при старте двигатели запускались одновременно.
Двухступенчатая ракета Aerobee была способна поднять полезную нагрузку массой 68 кг на высоту 130 км.

## История создания
Создание жидкостной Aerobee началось в 1946 году Aerojet Engineering Corporation (в дальнейшем Aerojet-General Corporation) по контракту с Военно-морским флотом США. Лаборатория прикладной физики Университета Джонса Хопкинса осуществляла техническое руководство проектом. Джеймс Ван Аллен, в то время — научный руководитель проекта от указанной лаборатории, предложил название «Aerobee». Он взял «Aero» от Aerojet Engineering и «bee» от Bumblebee («Шмель»), — проекта по созданию ракет для ВМС США, в создании которых лаборатория принимала участие не так давно (в целом лаборатория участвовала более чем в половине проектов, осуществлявшихся в рамках всех трёх ракетных программ видов вооружённых сил США).
Эксплуатировалась в разных модификациях с 1947 по 1985 год.

## Модификации

### Aerobee-Hi
В 1952 г., по заказу ВМС и ВВС США, Aerojet разработала Aerobee-Hi, усовершенствованную версию Aerobee для исследования верхних слоёв атмосферы.

### Aerobee 150
Модернизированная Aerobee-Hi стала называться Aerobee 150.

### Astrobee
Дальнейшим развитием Aerobee 150 была твердотопливная ракета Astrobee. Aerojet использовала префикс «Aero» для наименования жидкостных метеорологических ракет, а префикс «Astro» для твердотопливных ракет.

## Участвующие структуры
- Техническое руководство проектом — Лаборатория прикладной физики Университета Джонса Хопкинса, Силвер-Спринг, Мэриленд;
- Оптико-электронная система управления ракетой с ориентацией по солнцу (солнечный навигатор) — Ball Brothers Research Corp., Боулдер, Колорадо;[2]
- Ракетный двигатель — Aerojet Engineering Corp., Азуса, Калифорния;
- Термокерамическое износостойкое покрытие марки «Рокайд» — Norton Co.[англ.], Refractories Division, Вустер, Массачусетс;[3] Metallizing Co. of Los Angeles (METLA), Лос-Анджелес, Калифорния[4].
- Механические детали боевой части (на образцах оснащённых таковой) — Beckman & Whitley Inc., Сан-Карлос, Калифорния;[5]

## Ссылки

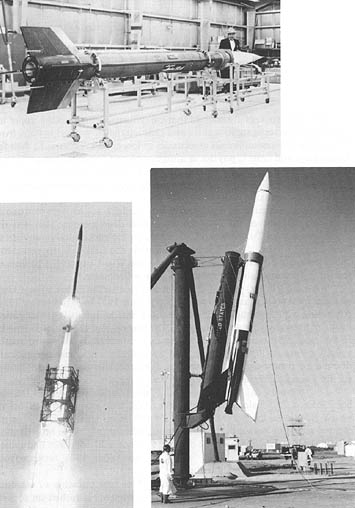
Вверху Aerobee 150A в МИКе. Внизу слева Aerobee 350 в первом испытательном полёте 18 июня 1965 г. Внизу справа Astrobee 1500 перед первым испытанием 21 октября 1964 г.

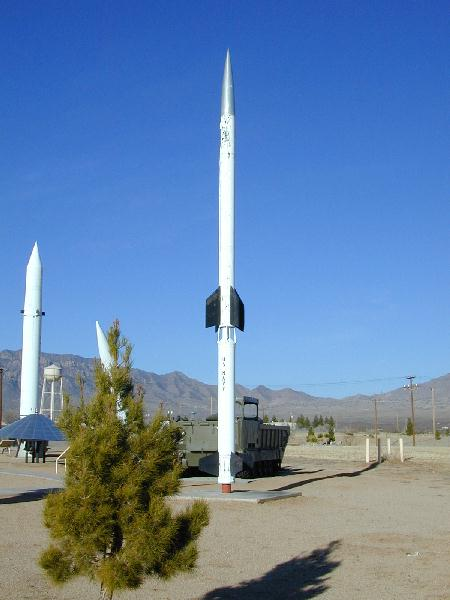
Ракета Aerobee-170

## Сравнительная характеристика
| Основные сведения и технические характеристики иностранных ракет с жидкостными ракетными двигателями | Основные сведения и технические характеристики иностранных ракет с жидкостными ракетными двигателями | Основные сведения и технические характеристики иностранных ракет с жидкостными ракетными двигателями | Основные сведения и технические характеристики иностранных ракет с жидкостными ракетными двигателями | Основные сведения и технические характеристики иностранных ракет с жидкостными ракетными двигателями | Основные сведения и технические характеристики иностранных ракет с жидкостными ракетными двигателями | Основные сведения и технические характеристики иностранных ракет с жидкостными ракетными двигателями | Основные сведения и технические характеристики иностранных ракет с жидкостными ракетными двигателями | Основные сведения и технические характеристики иностранных ракет с жидкостными ракетными двигателями | Основные сведения и технические характеристики иностранных ракет с жидкостными ракетными двигателями | Основные сведения и технические характеристики иностранных ракет с жидкостными ракетными двигателями | Основные сведения и технические характеристики иностранных ракет с жидкостными ракетными двигателями | Основные сведения и технические характеристики иностранных ракет с жидкостными ракетными двигателями | Основные сведения и технические характеристики иностранных ракет с жидкостными ракетными двигателями | Основные сведения и технические характеристики иностранных ракет с жидкостными ракетными двигателями | Основные сведения и технические характеристики иностранных ракет с жидкостными ракетными двигателями | Основные сведения и технические характеристики иностранных ракет с жидкостными ракетными двигателями | Основные сведения и технические характеристики иностранных ракет с жидкостными ракетными двигателями |
| Наименование ракеты и страна производства | Наименование ракеты и страна производства                                                            | Наименование ракеты и страна производства                                                            | Наименование ракеты и страна производства                                                            | Двигатель                                                                                            | Двигатель                                                                                            | Двигатель                                                                                            | Двигатель                                                                                            | Массо-габаритные характеристики                                                                      | Массо-габаритные характеристики                                                                      | Массо-габаритные характеристики                                                                      | Массо-габаритные характеристики                                                                      | Массо-габаритные характеристики                                                                      | Лётно-технические характеристики                                                                     | Лётно-технические характеристики                                                                     | Лётно-технические характеристики                                                                     | Другое                                                                                               | Другое                                                                                               |
| Оригинал | Русское                                                                                              | Страна                                                                                               | Ступени                                                                                              | Топливо                                                                                              | Система подачи                                                                                       | Тяга на земле, кгc                                                                                   | Время работы, с                                                                                      | Длина, м                                                                                             | Диаметр, м                                                                                           | Полная масса, кг                                                                                     | Масса топлива, кг                                                                                    | Масса полезной нагрузки, кг                                                                          | Скорость макс., м/с                                                                                  | Высота макс. или по траектории, км                                                                   | Дальность, км                                                                                        | Серийное производство                                                                                | Примечание                                                                                           |
| Дальние ракеты типа «земля — земля» | Дальние ракеты типа «земля — земля»                                                                  | Дальние ракеты типа «земля — земля»                                                                  | Дальние ракеты типа «земля — земля»                                                                  | Дальние ракеты типа «земля — земля»                                                                  | Дальние ракеты типа «земля — земля»                                                                  | Дальние ракеты типа «земля — земля»                                                                  | Дальние ракеты типа «земля — земля»                                                                  | Дальние ракеты типа «земля — земля»                                                                  | Дальние ракеты типа «земля — земля»                                                                  | Дальние ракеты типа «земля — земля»                                                                  | Дальние ракеты типа «земля — земля»                                                                  | Дальние ракеты типа «земля — земля»                                                                  | Дальние ракеты типа «земля — земля»                                                                  | Дальние ракеты типа «земля — земля»                                                                  | Дальние ракеты типа «земля — земля»                                                                  | Дальние ракеты типа «земля — земля»                                                                  | Дальние ракеты типа «земля — земля»                                                                  |
| --- | --- | --- | --- | --- | --- | --- | --- | --- | --- | --- | --- | --- | --- | --- | --- | --- | --- |
| V-2 (A-4) | «Фау-2»                                                                                              | Красный флаг, в центре которого находится белый круг с чёрной свастикой                              | | Жидкий кислород + 75% этиловый спирт                                                                 | Насосная                                                                                             | 25000                                                                                                | 65                                                                                                   | 14                                                                                                   | 1,65                                                                                                 | 3000                                                                                                 | 9000                                                                                                 | 1000                                                                                                 | 1500                                                                                                 | 80                                                                                                   | до 300                                                                                               | Да                                                                                                   | Устарелая конструкция. Послужила прототипом многих ракет                                             |
| WAC Corporal | «Корпорэл»                                                                                           | Флаг США                                                                                             | | Азотная кислота + анилин                                                                             | Вытеснительная                                                                                       | 9070                                                                                                 | — | 12,2                                                                                                 | 0,762                                                                                                | 5440                                                                                                 | — | 600 ÷ 800                                                                                            | 1000 ÷ 14501                                                                                         | 80                                                                                                   | 120 ÷ 240                                                                                            | Да                                                                                                   | Разбег дальностей и скоростей достигается за счёт установки боевой части различного веса             |
| PGM-11 Redstone | «Редстоун»                                                                                           | Флаг США                                                                                             | | Жидкий кислород + спирт                                                                              | Насосная                                                                                             | 31880                                                                                                | — | 18,3                                                                                                 | 1,52                                                                                                 | 20000                                                                                                | — | — | 1800                                                                                                 | — | 320(800)                                                                                             | Да                                                                                                   | Стала прототипом для разработки ракет с дальностью до 2400 км                                        |
| SM-65 Atlas | «Атлас»                                                                                              | Флаг США                                                                                             | Первая ступень                                                                                       | Жидкий кислород + диметил-гидразин                                                                   | Насосная                                                                                             | 2×45360 (2×54000)                                                                                    | — | — | — | 100000 ÷ 110000                                                                                      | — | — | 6700                                                                                                 | 1280                                                                                                 | 8000                                                                                                 | Да                                                                                                   | При старте работают все три двигателя                                                                |
| SM-65 Atlas | «Атлас»                                                                                              | Флаг США                                                                                             | Вторая ступень                                                                                       | Жидкий кислород                                                                                      | — | 61000                                                                                                | — | 24 ÷ 30                                                                                              | 2,4 ÷ 3                                                                                              | 225000                                                                                               | — | | | | | Да                                                                                                   | При старте работают все три двигателя                                                                |
| Ракеты для исследования верхних слоёв атмосферы | | | | | | | | | | | | | | | | | |
| General Electric RTV-G-4 Bumper | «Бампер»                                                                                             | Флаг США                                                                                             | Первая ступень типа А-4                                                                              | | | (см. данные ракеты А-4)                                                                              | (см. данные ракеты А-4)                                                                              | (см. данные ракеты А-4)                                                                              | (см. данные ракеты А-4)                                                                              | (см. данные ракеты А-4)                                                                              | (см. данные ракеты А-4)                                                                              | 26 кг (вес приборов)                                                                                 | 3000                                                                                                 | 420                                                                                                  | — | Изготовлено несколько экземпляров ↓                                                                  | Использовалась для исследовательских целей                                                           |
| General Electric RTV-G-4 Bumper | «Бампер»                                                                                             | Флаг США                                                                                             | Вторая ступень WAC Corporal                                                                          | Азотная кислота + анилин                                                                             | Вытеснительная                                                                                       | 680                                                                                                  | 45                                                                                                   | 5,8                                                                                                  | 0,3                                                                                                  | 300                                                                                                  | — | 26 кг (вес приборов)                                                                                 | | | | Изготовлено несколько экземпляров ↓                                                                  | Использовалась для исследовательских целей                                                           |
| RTV-N-12 Viking | «Викинг»                                                                                             | Флаг США                                                                                             | № 11                                                                                                 | Жидкий кислород + спирт                                                                              | Насосная                                                                                             | 9070                                                                                                 | — | 12,7                                                                                                 | 1,2                                                                                                  | 7500                                                                                                 | — | 320                                                                                                  | 1920                                                                                                 | 254                                                                                                  | — | Выпущено 12 шт. в различных вариантах                                                                | Специальная исследовательская ракета. Имеет отделяющуюся головку                                     |
| RTV-N-12 Viking | «Викинг»                                                                                             | Флаг США                                                                                             | № 12                                                                                                 | Жидкий кислород + спирт                                                                              | Насосная                                                                                             | 9225                                                                                                 | 105                                                                                                  | 12,7                                                                                                 | 1,14                                                                                                 | 6800                                                                                                 | 2950 ÷ 2500                                                                                          | 450                                                                                                  | 1800                                                                                                 | 232                                                                                                  | — | Выпущено 12 шт. в различных вариантах                                                                | Специальная исследовательская ракета. Имеет отделяющуюся головку                                     |
| Aerobee | «Аэроби»                                                                                             | Флаг США                                                                                             | Первая ступень                                                                                       | Порох                                                                                                | — | — | 2,5                                                                                                  | 1,9                                                                                                  | — | 265                                                                                                  | 117                                                                                                  | 68,4                                                                                                 | 1380                                                                                                 | 100 ÷ 145                                                                                            | — | Выпущено около 100 шт. различных вариантов                                                           | |
| Aerobee | «Аэроби»                                                                                             | Флаг США                                                                                             | Вторая ступень                                                                                       | Азотная кислота + анилин                                                                             | Баллонная                                                                                            | 1140                                                                                                 | 45                                                                                                   | 6,1                                                                                                  | 0,38                                                                                                 | 485                                                                                                  | 283                                                                                                  | 68,4                                                                                                 | 1380                                                                                                 | 100 ÷ 145                                                                                            | — | Выпущено около 100 шт. различных вариантов                                                           | |
| Aerobee 150 | «Аэроби»                                                                                             | Флаг США                                                                                             | Первая ступень                                                                                       | Порох                                                                                                | — | — | — | — | — | 265                                                                                                  | — | 55 — 91                                                                                              | 2150                                                                                                 | 325 ÷ 270                                                                                            | — | Да                                                                                                   | |
| Aerobee 150 | «Аэроби»                                                                                             | Флаг США                                                                                             | Вторая ступень                                                                                       | Азотная кислота + (анилин + спирт)                                                                   | ЖАД                                                                                                  | 800                                                                                                  | 53                                                                                                   | 6,37                                                                                                 | 0,38                                                                                                 | — | 500                                                                                                  | 55 — 91                                                                                              | 2150                                                                                                 | 325 ÷ 270                                                                                            | — | Да                                                                                                   | |
| Veronica AGI | «Вероника»                                                                                           | Флаг Франции                                                                                         | | Азотная кислота + керосин                                                                            | ЖАД                                                                                                  | 4000                                                                                                 | 32 ÷ 35                                                                                              | 6,0                                                                                                  | 0,55                                                                                                 | 1000                                                                                                 | 700                                                                                                  | 57                                                                                                   | 1400                                                                                                 | 120                                                                                                  | 240                                                                                                  | Опытные образцы                                                                                      | |
| Зенитные управляемые ракеты | | | | | | | | | | | | | | | | | |
| Wasserfall | «Вассерфаль»                                                                                         | Красный флаг, в центре которого находится белый круг с чёрной свастикой                              | | Азотная кислота + визоль                                                                             | Баллонная                                                                                            | 8000                                                                                                 | 40                                                                                                   | 7,835                                                                                                | 0,88                                                                                                 | 3800                                                                                                 | 1815                                                                                                 | 600 ÷ 100                                                                                            | 750                                                                                                  | 20                                                                                                   | 40                                                                                                   | Не была окончательно доведена                                                                        | |
| MIM-3 Nike Ajax | «Найк»                                                                                               | Флаг США                                                                                             | Первая ступень                                                                                       | Порох                                                                                                | — | — | — | 3,9                                                                                                  | — | 550                                                                                                  | — | до 140 кг                                                                                            | 670                                                                                                  | 18                                                                                                   | 30                                                                                                   | Да                                                                                                   | Состояла на вооружении в системе противовоздушной обороны США                                        |
| MIM-3 Nike Ajax | «Найк»                                                                                               | Флаг США                                                                                             | Вторая ступень                                                                                       | Азотная кислота + анилин                                                                             | Баллонная                                                                                            | 1180 (на высоте 3000 м)                                                                              | 35                                                                                                   | 6,1                                                                                                  | 0,300                                                                                                | 450                                                                                                  | 136                                                                                                  | до 140 кг                                                                                            | 670                                                                                                  | 18                                                                                                   | 30                                                                                                   | Да                                                                                                   | Состояла на вооружении в системе противовоздушной обороны США                                        |
| Matra SE 4100 | «Матра»                                                                                              | Флаг Франции                                                                                         | | — | Баллонная                                                                                            | 1250                                                                                                 | 14                                                                                                   | 4,6                                                                                                  | 0,400                                                                                                | 400                                                                                                  | 110                                                                                                  | — | 500                                                                                                  | 4,0                                                                                                  | — | Опытные образцы                                                                                      | |
| Oerlikon RSC-51 | «Эрликон»                                                                                            | Флаг Швейцарии                                                                                       | | Азотная кислота + керосин                                                                            | Баллонная                                                                                            | 500                                                                                                  | 52                                                                                                   | 4,88                                                                                                 | 0,37                                                                                                 | 250                                                                                                  | 130                                                                                                  | 20                                                                                                   | 750                                                                                                  | 15                                                                                                   | 20                                                                                                   | Да                                                                                                   | |
| Источник информации: Синярев Г. Б., Добровольский М. В. Жидкостные ракетные двигатели. Теория и проектирование. — 2-е изд. перераб. и доп. — М. : Гос. издательство оборонной промышленности, 1957. — С. 60—63 — 580 с. | | | | | | | | | | | | | | | | | |